# Microdipnodes
Microdipnodes is een geslacht van kevers uit de familie van de loopkevers (Carabidae). De wetenschappelijke naam van het geslacht is voor het eerst geldig gepubliceerd in 1960 door Basilewsky.

## Soorten
Het geslacht Microdipnodes is monotypisch en omvat slechts de volgende soort:
- Microdipnodes tshuapanus Basilewsky, 1960